# さくら通信
さくら通信（さくらつうしん）とは、ウェブ上に存在するチャットを主としたコミュニケーションサイトである。
略称はさく通（さくつう）。

## 概要
さくら通信は、1998年8月より運営が開始された。創設者はさくら2号で、「桜の庭」という岡山県民が集うチャットサイトが前身とされている。
当時から多数のチャットルームと掲示板が用意されており、1日平均10,000〜20,000アクセスで、さくら通信の最盛期とされていた。しかしアクセスが多い半面、一部の心ないユーザーによって荒らし活動が行われた。そのため、アクセス制限を強化し、当時使用されていた「ゆいちゃっと」系のcgiの変更も余儀なくされ、アクセス数は激減した。
2005年ころ、あみる（のちに「とら」へ改名）が管理を引継ぎ、JSPチャットとなった。JSPチャットではさくら通信初となるログイン機能、プロフィール機能が実装された。度重なるサーバーダウンやアクセス制限の厳格化（とらの私情による管理権限の乱用等）により、運営側への不信感が高まったと同時にアクセス数が下降の一途を辿った。
この事態を打開するために、当時共に運営をしていたふー。（ふじわらかずひろ）が、とらの所有しているチャットのサーバーからのリンクを絶ち、新たな管理人として、チャットプログラムを変えた。プログラムはASPで、2008年5月23日にASPチャットVer 1.0として公開された。JSPチャットと同様の機能のほか、新たにポイント機能が導入された。
また、2009年1月3日にVer 2.0へアップデートされ、一部のエラーや動作が改善された。
このチャットはバージョン管理されて開発が進められている。最近では、2009年7月27日にアップデートされ、最新バージョンは2.2。

## 特長
他チャットと比べて複雑な表示や機能はなく、至ってシンプルな作りである。機能はおみくじ、クイズ、占い、自動退席表示、ファイル共有などの機能を揃えている。
特筆すべき点は、ファイル共有機能である。他チャットとは違い、膨大なファイルをアップロードし共有することが可能である。また、自サイト以外の広告表示は一切ないなどの、独自路線を歩んでる傾向がある。

## 沿革
- 1998年8月 - さくら２号により「さくら通信」が運営開始される。
- 2005年 - 管理人があみるとなる。JSPチャットVer 0.9が公開される。
- 2008年5月23日 - 管理人がふー。となる。JSPチャットを廃止し、ASPチャットVer 1.0が公開される。
- 2008年9月6日 - 携帯用サイト「さく通モバイル」が公開される。（チャットや掲示板はパソコンと共用）
- 2009年1月3日 - ASPチャットVer 2.0にアップデートされる。
- 2009年5月3日 - ASPチャットVer 2.1にアップデートされる。インターフェース一新。
- 2009年7月27日 - ASPチャットVer 2.2にアップデートされる。HTTP圧縮により、高速化を図る。

## 問題点
- 2005年以降、ふー。により建て直しがされているが、JSPチャット時代に行ったアクセス制限の煽りを受けて、現在もアクセス数に伸び悩んでいる。
- 現管理人よりサイト全ての広告が排除されたが、同時にさまざまなコミュニケーションサイトからのリンクが絶たれてしまい、コミュニケーションサイトとしては致命的な問題を抱える。
- 2009年は、サーバートラブルが激減したが[2]、トラブル発生時には、復旧まで1日以上要する場合もあり今後の対応が問題視されている。